# Błażej Koniusz
 Błażej Koniusz  (nacido el 22 de febrero de 1988) es un tenista profesional polaco, nacido en la ciudad de Świętochłowice, Polonia.

## Carrera
Su mejor ranking individual es el N.º 445 alcanzado el 7 de julio de 2008, mientras que en dobles logró la posición 150 el 16 de febrero de 2015.
No ha logrado hasta el momento ningún título de la categoría ATP World Tour ni de la ATP Challenger Tour, pero sí ha obtenido varios títulos Futures tanto en individuales como en dobles.

### Copa Davis
Desde el año 2008 es participante del Equipo de Copa Davis de Polonia. Tiene en esta competición un récord total de partidos ganados/perdidos de 0/2 (0/2 en individuales y 0/0 en dobles).